# Olga Sippl
Olga Sippl (geborene Stohwasser; * 19. September 1920 in Altrohlau, Tschechoslowakei) ist eine deutsche Sozialdemokratin sudetendeutscher Herkunft und eines der Gründungsmitglieder der Seliger-Gemeinde.

## Leben und Wirken
Aus einer Altrohlauer sozialdemokratischen Familie stammend kam sie schon früh in Kontakt mit den verschiedenen Organisationen der sudetendeutschen Arbeiterbewegung. Bereits mit 5 Jahren ging sie zum Kinderturnen des Arbeiter-Turn- und Sportverbands. Später wurde sie Mitglied der Roten Falken und der Sozialistischen Jugend.
Nach dem Abschluss der Schule nahm sie eine Stelle in der Karlsbader Urania an. 1936 wurde sie Mitglied der Deutschen sozialdemokratischen Arbeiterpartei in der Tschechoslowakischen Republik. Ab 1938 arbeitete sie für die Sozialversicherungsanstalt in Prag. Da sie wegen ihres Geburtsdatums in letzter Minute von der Emigration mit den Eltern nach England ausgeschlossen wurde, entschloss sie sich am 8. März 1939, kurz vor der Besetzung Prags durch die deutsche Wehrmacht, mit ihrem damaligen Freund und späteren Mann Ernst nach Altrohlau zurückzugehen, wo sie eine Tätigkeit in der Landwirtschaftlichen Aufbaustelle ausübte. Ende Dezember 1943 wurde ihr Sohn Herbert († 1984) geboren. Ihr Mann fiel im März 1945 in Kurland.
Nach Kriegsende übernahm sie Büroarbeit im Karlsbader Antifa-Büro, das Listen über verlässliche Sozialdemokraten und Kommunisten anlegen sollte. Am 20. November 1946 verließ sie mit dem letzten Antifa-Transport Karlovy Vary und kam mit ihrem Sohn ins Grenzdurchgangslager Furth im Wald. Nach einem weiteren Aufenthalt in Königsdorf, wo sie im März 1948 an der Gründung eines SPD-Ortsvereins beteiligt war, und einem kurzen Aufenthalt bei ihren Eltern im englischen Birmingham wurde sie am 1. Juli 1949 Angestellte der bayerischen SPD in München.
1951 unterzeichnete sie neben Richard Reitzner, Alois Ullmann und Emil Werner die Gründungsurkunde der Seliger-Gemeinde. In den Folgejahren war sie Redaktionsmitglied des Verlags die Brücke, der das Mitteilungsblatt der Seliger-Gemeinde und weitere Publikationen herausbrachte.
Bereits vor, aber besonders nach der Samtenen Revolution reiste sie diverse Male in die Tschechoslowakei bzw. nach Tschechien in die alte Heimat, um für Verständigung zwischen Tschechen und Deutschen zu werben. In zahlreichen Beiträgen schilderte sie so auch das Wirken der sudetendeutschen Sozialdemokratie. Für ihre Bemühungen um eine Aussöhnung zwischen Deutschen und Tschechen und für ihr Engagement in der Seliger-Gemeinde wurde sie 2002 mit dem Verdienstorden der Bundesrepublik ausgezeichnet. 2016 erhielt sie aus der Hand des tschechischen Premierministers Bohuslav Sobotka die Karel-Kramář-Medaille.

## Ehrungen
- Urkunde des Zentralverbandes sudetendeutscher Exilorganisationen in Kanada 1969
- Seliger-Plakette, überreicht 1970 von Adolf Hasenöhrl
- Georg-von-Vollmar-Medaille 1985
- Wenzel-Jaksch-Gedächtnispreis 1985
- Verdienstorden der Bundesrepublik Deutschland 2002
- Ehrenvorsitzende der Seliger-Gemeinde Landesverband Bayern
- Bayerische Verfassungsmedaille in Silber 2010
- Ehrenvorsitzende der Seliger-Gemeinde Bundesverband
- 2016: Karel-Kramář-Medaille

## Werke
- Letzter Versuch zum deutsch-tschechischen Ausgleich vor 50 Jahren München 1987.
- Ein Sohn des Volkes. Ernst Paul zum 100. Geburtstag; ein Lebensbild nach archivarischen Unterlagen die Brücke, München 1997.
- Rückschau auf 50 Jahre Seliger-Gemeinde, München 2001.
- Treuegemeinschaft sudetendeutscher Sozialdemokraten in Schweden |im Spiegel des Sudeten-Jahrbuches der Seliger-Gemeinde, München 2008.